# Ochraethes pollinosus
Ochraethes pollinosus es una especie de escarabajo longicornio del género Ochraethes, tribu Clytini, subfamilia Cerambycinae. Fue descrita científicamente por Chevrolat en 1835.

## Descripción
Mide 12 milímetros de longitud.

## Distribución
Se distribuye por Costa Rica, Guatemala, Honduras, México, Nicaragua y Panamá.